# 엑토르 포르트
엑토르 포르트 가르시아(영어: Héctor Fort García, 2006년 8월 2일~)는 바르셀로나 에서 라이트 백으로 활약하는 스페인의 프로 축구 선수이다.

## 클럽 경력
카탈루냐 바르셀로나에서 태어난 포트는 PB Anguera에서 라 마시아로 이적하여 2022-23 시즌에 클럽에서 듀랑빌 A팀에서 출장했고,  UEFA 유스리그에서 6경기를 모두 뛰었다. 2023-24시즌을 앞두고 바르셀로나 프리시즌에서 포트는 2023년 6월 6일 비셀 고베와의 친선경기에서 1군 명단에 처음으로 등록되었다. 하지만 경기에는 출장하지 못했다. 포트는 비셀 고베전에서 프리시즌 1군 데뷔전을 치른 6명의 선수 중 한 명이었다. FC 바르셀로나 아틀레틱으로 승격된 포트는 2023년 8월 28일 1-0으로 패배한 프리메라 페데라시온 시즌 첫 경기 SD 로그로네이스와의 경기에서 데뷔전을 치렀다.
이후 포트는 2023년 12월 13일 챔피언스리그 에서 로열 앤트워프를 상대로 3-2로 패한 원정 경기에서 1군 데뷔전을 치렀다.
2024년 5월 28일, 바르셀로나는 포트와 계약 연장에 합의했다고 발표했으며, 포트는 2026년 6월 30일 까지 계약이 연장되었다.